# Dąb Chrześcijanin
Dąb Chrześcijanin – pomnikowy dąb znajdujący się w Januszkowicach, w województwie podkarpackim. Największy co do wielkości dąb szypułkowy na Podkarpaciu, przed Poganinem. To także jeden z kilku najgrubszych dębów w kraju.

## Wiek i rozmiary
Chrześcijanin posiada potężny, całkowicie wypróchniały pień. Jego obwód zmalał w ostatnich latach, z powodu powiększających się ubytków w korze. Jeszcze w 2002 roku był to prawdopodobnie najgrubszy polski dąb (większy niż Napoleon) – jego obwód wynosił wtedy 1042 cm. W 2005 było to 1005 cm, natomiast według pomiarów z 2012 roku – 1003 cm. Wysokość drzewa wynosi 18 m.
Wiek pomnikowego dębu to około 640 lat, według badań dendrochronologicznych dra Pacyniaka.

## Stan zdrowotny
Korona drzewa jest coraz węższa, co jest także charakterystyczne dla wiekowych dębów, to jedna z oznak ich zamierania. Ponadto składa się ona zaledwie z kilku zdrowych konarów.

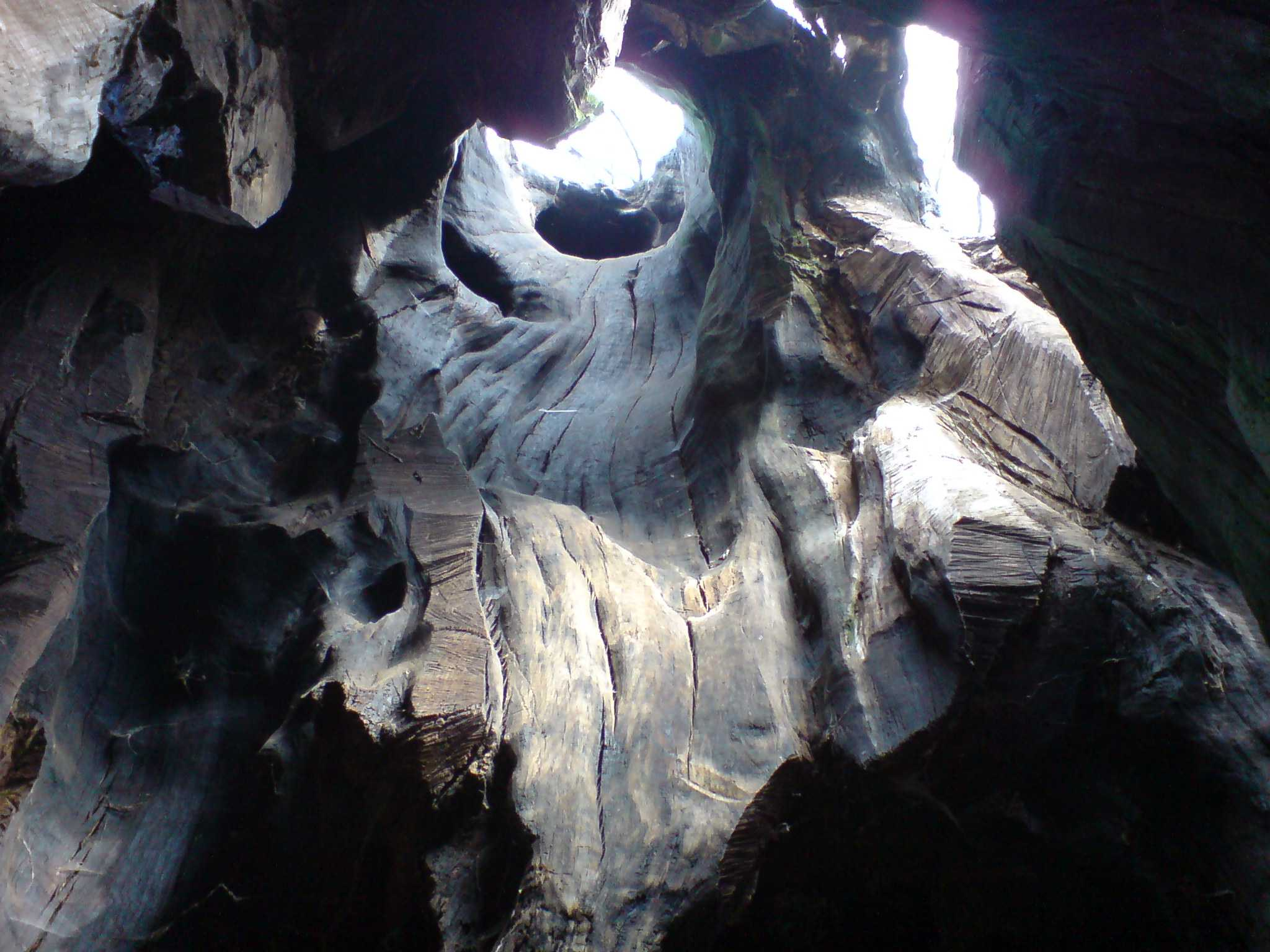
Wnętrze dębu

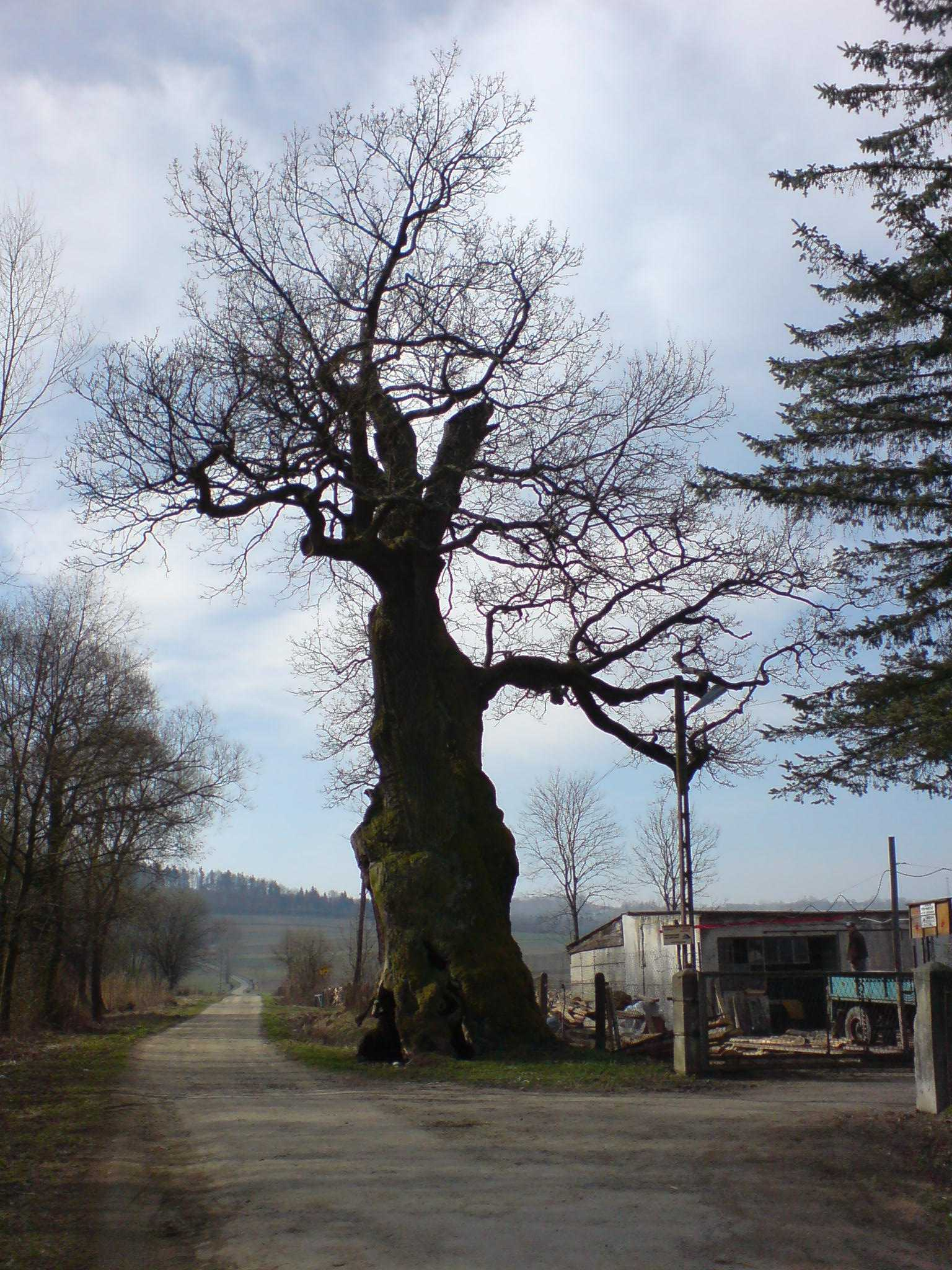
Dąb wraz z koroną.
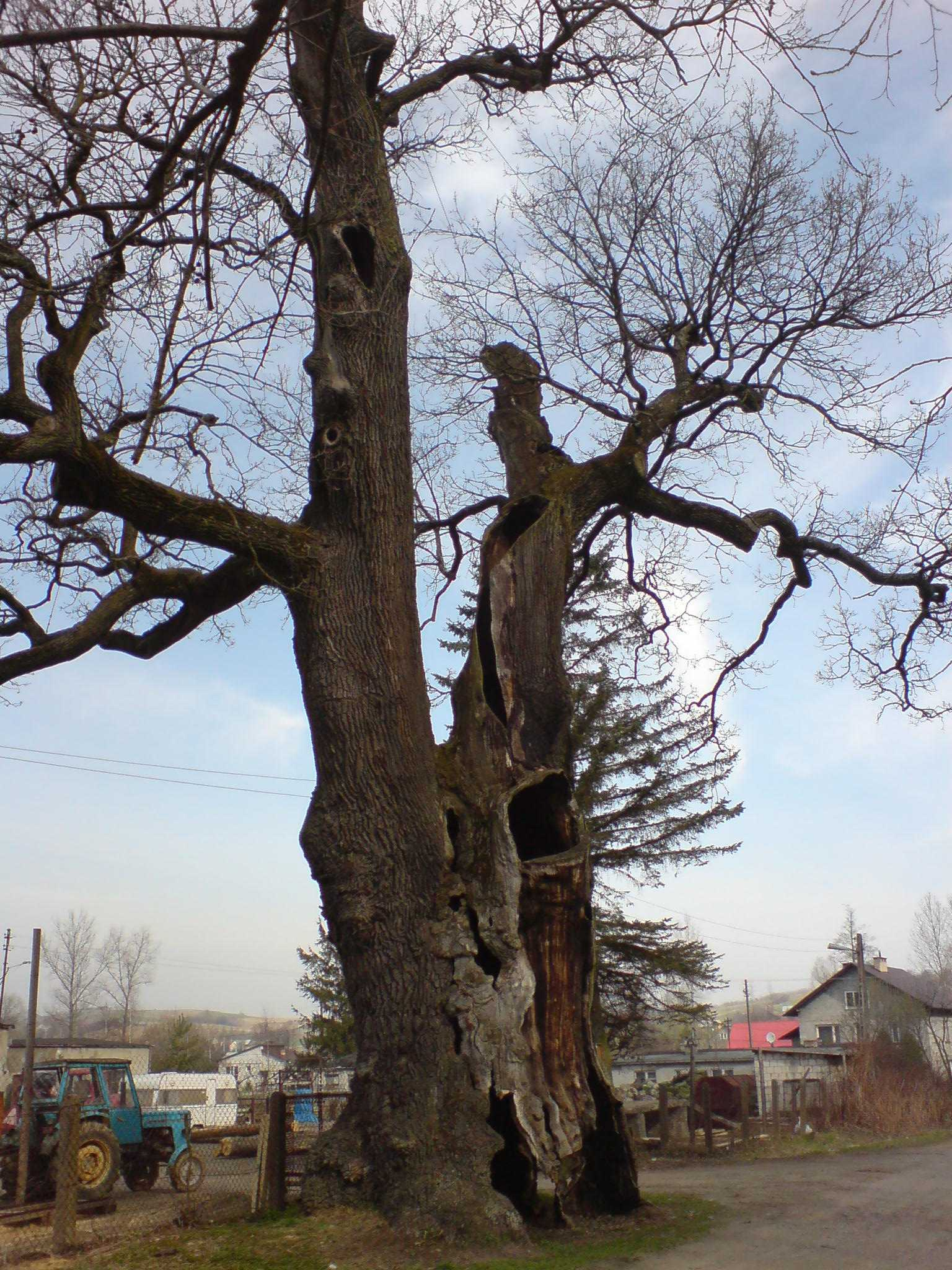
Pień dębu.